# Rogier van Maine
Rogier van Maine (overleden op 31 oktober 900) was van 886 tot 893 en van 895 tot aan zijn dood graaf van Maine, een voormalige provincie van Frankrijk. Hij behoorde tot het tweede huis Maine dat ook bekendstaat als het huis Hugoniden.

## Levensloop
Over zijn familie wordt in contemporaine bronnen niets vermeld.
Rogier was gehuwd met Rothilde (871-929), dochter van de West-Frankische koning Karel de Kale, en hierdoor nauw verbonden met de koninklijke familie. In 885 werd Ragenold uit het huis Rorgoniden, markgraaf van Neustrië en graaf van Maine, op het slagveld gedood door de Normandiërs. De overige Rorgoniden waren nog minderjarig en Karel III de Dikke prefereerde om het markgraafschap Neustrië toe te wijzen aan zijn vertrouweling Hendrik van Babenberg en het graafschap Maine aan Rogier te verlenen. Als gevolg sloten de Rorgoniden een alliantie met de Robertijnen, die met Odo I vanaf 888 de West-Frankische koning leverde. In 893 zette deze laatste Rogier af als graaf van Maine en werd hij vervangen door de Rorgonide Gauzlin II. Rogier slaagde erin om tegen 895 Maine te heroveren, maar toonde zich vrij gewelddadig tegenover zijn onderdanen en de kerk, waarna de bisschop van Le Mans hem aanklaagde. Rogier overleed in oktober 900.

## Nakomelingen
Rogier en zijn echtgenote Rothilde kregen drie kinderen:
- Hugo I (overleden tussen 939 en 955), graaf van Maine
- een dochter Judith die in 914 huwde met Hugo de Grote, hertog van Frankrijk
- een mogelijke dochter genaamd Rothildis, abdis van Bouxières-aux-Dames